# Dewitita
La dewitita és un mineral de la classe dels sulfurs que pertany al grup de la chabourneïta. Rep el nom de Frank de Wit, mineralogista aficionat dels Països Baixos.

## Característiques
La dewitita és un sulfur de fórmula química AgzTl10-x-zPb2xSb42-x-yAsyS68. Cristal·litza en el sistema triclínic.
L'exemplar que va servir per a determinar l'espècie, el que es coneix com a material tipus, es troba conservat a les col·leccions mineralògiques del Museu d'Història Natural de Viena (Àustria), amb el número de catàleg: o1787.

## Formació i jaciments
Va ser descoberta a Jas Roux, entre els municipis francesos de La Chapèla i Gap, als Alts Alps (Provença-Alps-Costa Blava, França). També ha estat descrita al dipòsit de Vorontsovskoe, a la localitat de Tur'insk (óblast de Sverdlovsk, Rússia). Aquests dos indrets són els únics de tot el planeta on ha estat descrita aquesta espècie mineral.